# Ascaridia
Die Ascaridia sind eine Gattung der Spulwürmer, deren Vertreter bei Vögeln im Dünndarm parasitieren. Sie sind die einzige Gattung in der Unterfamilie Ascaridiinae und die Unterfamilie ist die einzige innerhalb der Ascaridiidae. Die Arten rufen die Ascaridiose des Geflügels hervor.

## Merkmale
Es handelt sich um kräftige weiße Würmer. Männchen sind 50 bis 75 mm, Weibchen 70 bis 120 mm lang. Sie sind damit die längsten Fadenwürmer beim Geflügel. Die Lippen sind groß und kräftig. Der Ösophagus ist keulenförmig und hat keine hintere kolbige Auftreibung (Bulbus).

## Lebenszyklus
Die Eier werden mit dem Kot ausgeschieden. Sie sind 80 × 50 µm groß, nicht embryoniert, elliptisch, dickwandig und haben einen feingranulierten braunen Inhalt und eine farblose Hülle. Bei optimaler Umgebungstemperatur sind sie nach 3 Wochen infektiös, in feuchter Umgebung bleiben sie für mehrere Monate ansteckend. Die Eier werden oral aufgenommen, so dass die Entwicklung ohne Zwischenwirt (monoxen) abläuft. Sie können aber auch von Regenwürmern aufgenommen werden, die dann als Transportwirte dienen. Die Präpatenz dauert 4 bis 6 Wochen bei Küken, 8 Wochen und mehr bei erwachsenen Vögeln. Im Darm können die adulten Spulwürmer bis zu einem Jahr alt werden.

## Systematik
Die Gattung enthält etwa 40 Arten:
- Ascaridia aegyptiaca Linstow, 1902
- Ascaridia alatae Dobhal & Malhotra, 1989
- Ascaridia barbi El-Damarany, 1992
- Ascaridia bonasae Wehr, 1940
- Ascaridia calcarata Sprehn, 1932
- Ascaridia centropusi Dey Sarkar, 1995
- Ascaridia columbae Gmelin, 1790
- Ascaridia compar Schrank, 1790
- Ascaridia cristata Linstow, 1901
- Ascaridia cylindrica Blome, 1909
- Ascaridia dissimilis Vigueras, 1931
- Ascaridia fasciata Baylis, 1920
- Ascaridia francolina Linstow, 1899
- Ascaridia frenatusi Jehan, 1970
- Ascaridia galli (Schrank, 1788)
- Ascaridia ganpatii Sood, 1966
- Ascaridia hermaphrodita Froelich, 1789
- Ascaridia japalurae Yamaguti, 1935
- Ascaridia lineata Schrank, 1866
- Ascaridia magnipapilla Linstow, 1906
- Ascaridia nepalensis Barus, Rysavy & Daniel, 1975
- Ascaridia nicobarensis Soota et al., 1971
- Ascaridia numidae Leiper, 1908
- Ascaridia ornata Kreis, 1955
- Ascaridia perspicillum Rudolphi, 1803
- Ascaridia platycerci Hartwich & Tscherner, 1979
- Ascaridia platyceri Hartwich & Tscherner, 1979
- Ascaridia pterophora
- Ascaridia seenghali Gupta & Bakshi, 1982
- Ascaridia sergiomeirai Pereira, 1933
- Ascaridia skrjabini Fedjuschin, 1952
- Ascaridia sprenti Mines, 1979
- Ascaridia styphlocerca Stossich, 1904
- Ascaridia trilabium Linstow, 1904
- Ascaridia truncata Zeder, 1803
- Ascaridia zelandica Clark, 1981

Der tiermedizinisch bedeutendste Vertreter ist Ascaridia galli, der Hühner befällt. Ascaridia dissimilis befällt Puten, Ascaridia columbae Tauben. Bei Papageienvögeln kommen Ascaridia hermaphrodita, Ascaridia sergiomeirai, Ascaridia ornata, Ascaridia nicobarensis und Ascaridia platyceri vor.